# Cylindromyia uniformis
Cylindromyia uniformis là một loài ruồi trong họ Tachinidae.